# Povrch Měsíce

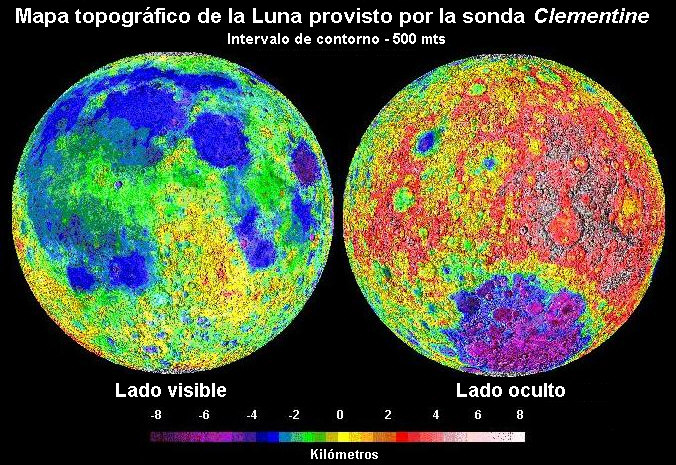
Topografická mapa Měsíce zpracovaná z údajů sondy Clementine

Povrch Měsíce lze rozdělit na dvě odlišné oblasti – na povrch strany Měsíce přivrácené k Zemi a povrch strany odvrácené. Přivrácená strana strany Měsíce je pokryta rozsáhlými oblastmi, které se při pohledu ze Země zdají být tmavé. Tyto oblasti se nazývají měsíční moře (mare) a pokrývají 31 % přivrácené strany Měsíce. Světlejší části obklopující měsíční moře jsou měsíční vysočiny a měsíční pohoří. Odvrácená strana Měsíce, kterou mohli lidé díky sondě Luna 3 spatřit až v roce 1959, naopak nemá téměř žádné tmavé plochy (měsíční moře zde zahrnují pouze 2 % povrchu). Kromě měsíčních moří a pohoří je celý Měsíc pokryt množstvím impaktních kráterů. Nepřítomnost atmosféry, většího množství vody, vlivu počasí a geologických změn v současné době zajišťuje, že většina z povrchových útvarů zůstane prakticky navždy zachována. Jedinými významnějšími prvky působícími na povrch Měsíce v současné době jsou dopady asteroidů a komet a působení slunečního větru. V průběhu času tyto dopady vytvořily vrstvu pokrývající celý Měsíc a označovanou jako „regolit“.

## Regolit
Regolit je jemná vrstva rozdrcených hornin vzniklá dopady komet a asteroidů na povrch Měsíce. Jeho tloušťka kolísá od 2 metrů až do 20 metrů. Regolit je převážně složen z okolních materiálů, ale také obsahuje stopy materiálů vyvržených při vzniku větších vzdálenějších kráterů. Pro silně roztříštěné skalní podloží pokryté normálním regolitem se používá se také termín „megaregolit“.

## Povrchové útvary

### Měsíční moře
Na povrchu Měsíce se nachází 22 měsíčních moří a jeden oceán (lat. oceanus). Stejně jako u pozemských moří mají i měsíční moře zálivy (lat. sinus). Na přivrácené straně se nachází ještě dvě jezera (lat. lacus). I když jsou tyto názvy spojeny na Zemi s přítomností vody, na Měsíci se jedná pouze o rozsáhlé impaktní pánve vyplněné měsíčními bazalty (čediči). Tyto bazalty mají nižší albedo, než mají horniny tvořící měsíční vysočiny a pohoří, proto se měsíční moře ze Země jeví jako tmavé plochy.

### Měsíční vysočiny a pohoří
Že se na Měsíci nachází údolí a vrcholy objevil již Galileo Galilei na začátku 17. století. Do té doby se lidé domnívali, že měsíční povrch je hladký. Měsíční pohoří však nevznikla horotvornou činností jako na Zemi, ale jsou to pozůstatky okrajů impaktních pánví nebo sesuvů vzniklých krátce po jejich vzniku. Proto se měsíční pohoří nacházejí na okrajích měsíčních moří. Nejrozsáhlejšími měsíčními pohořími na přivrácené straně Měsíce jsou Montes Apenninus (Apeniny), Montes Caucasus (Kavkaz), Montes Carpatus (Karpaty), Montes Jura (Jura).

### Krátery

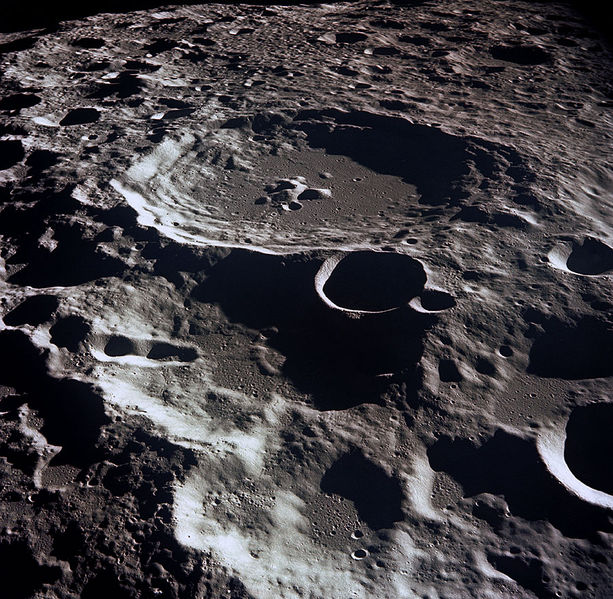
Kráter Daedalus se středovými vrcholky, rovným dnem a terasami podél vnitřních stěn. V popředí kráter 308, který má miskovitý tvar. Snímek Apollo 11.

Další z výrazných prvků Měsíce jsou krátery. Největší kráterem na Měsíci je South Pole-Aitken. Tento kráter se nachází na odvrácené straně poblíž jižního pólu, má 2 240 km v průměru a hloubku 13 km.
Malé krátery mají miskovitý tvar, zatímco větší rovné dno s jedním nebo více centrálními vrcholy. Největší impaktní pánve mohou mít v okolí sekundární koncentrické vyvýšeniny. Jak kráter stárne, dochází k sesuvům vnitřních stěn a tvoří se tak terasy a římsy.
Kolem mladých kráterů, jako jsou např. Tycho v jižní části a Koperník poblíž středu měsíčního disku přivrácené strany Měsíce, se nachází světlé paprsky směřující směrem od kráteru. Paprsky jsou tvořeny druhotnými krátery a vyvrženou horninou z kráteru, která má menší albedo, než je albedo okolního materiálu. Postupně je kráter a jeho vyvrženiny podroben erozi mikrometeoritů a dopadů menších těles a působení slunečního větru. Působení těchto procesů snižuje albedo vyvrženého materiálu a paprsky časem tmavnou a nebudou jasně rozlišitelné.
Krátery jsou většinou kruhového tvaru. Pouze dopad tělesa pod malým úhlem (menší než 45°, i když záleží na rychlosti dopadu) vytvoří eliptický kráter a posunutým centrálním vrcholem mimo střed a s asymetrickým systémem paprsků. Z rozložení paprsků pak lze určit, odkud dopadové těleso přiletělo.
V některých oblastech impaktních kráterů se nacházejí dlouhá koryta Sinuous Rilles.

### Rilles

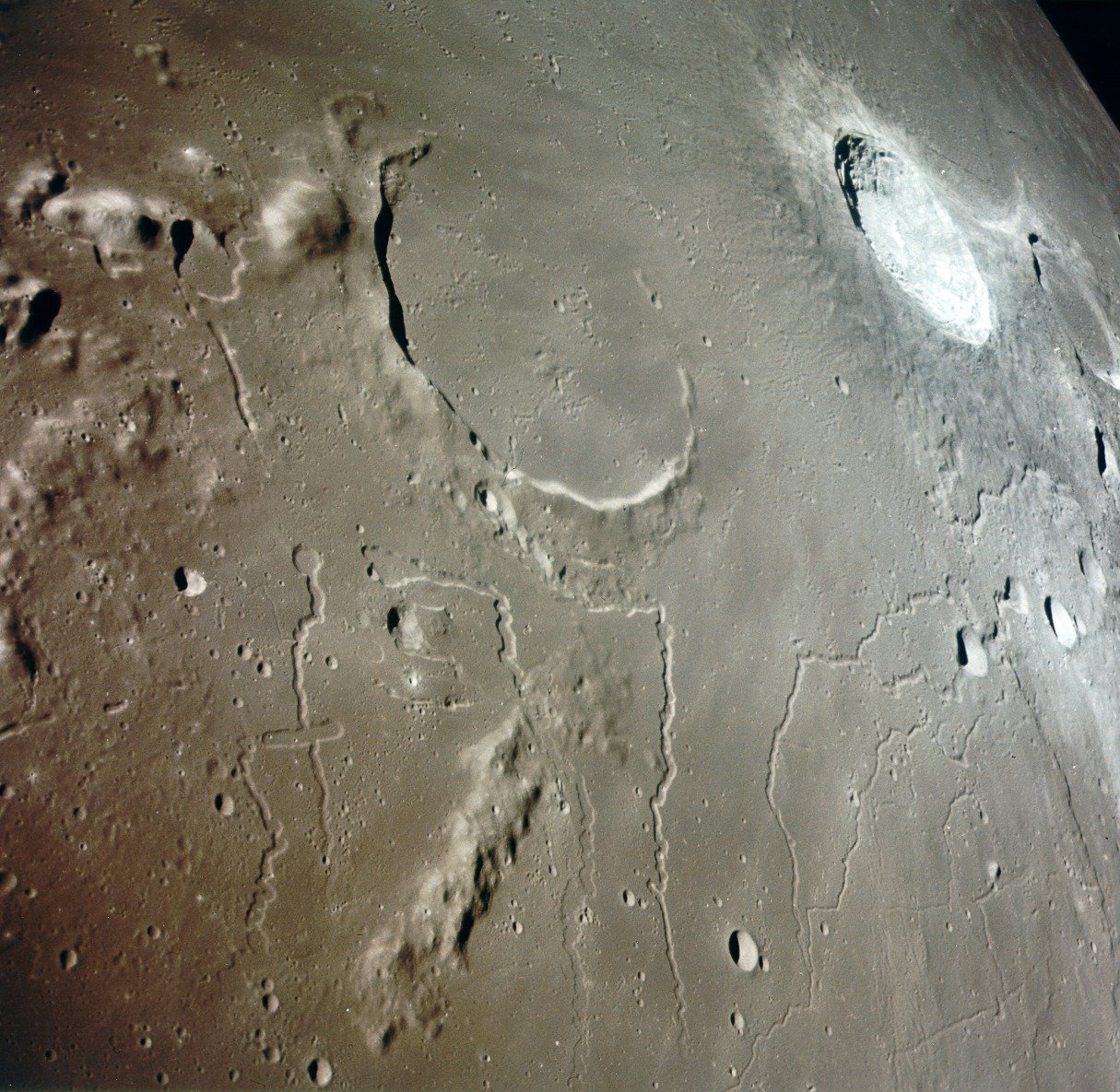
Rilles nedaleko kráteru Prinz.

Termín rilles zahrnuje údolí (dorsum) a brázdy (rimae). Rilles na Měsíci lze rozdělit do tří skupin podle tvaru – sinuous rilles, arcuate rilles a lineara rilles. Některé pravděpodobně vznikly z lávových tunelů.
Jedno z nejpozoruhodnějších rilles je Vallis Schröteri, nacházející se na plošině Aristarchus podél východního okraje Oceanus Procellarum.

### Lávové tunely
V minulosti byla značná část povrchu Měsíce pokryta tekoucí lávou. Pokud se u lávového kanálu vytvořil strop a láva odtekla, vznikl lávový tunel. Jeden takový lávový tunel byl objeven v roce 2009 v oblasti Marius Hills, které leží na území Oceanus Procellarum.

### Dómy

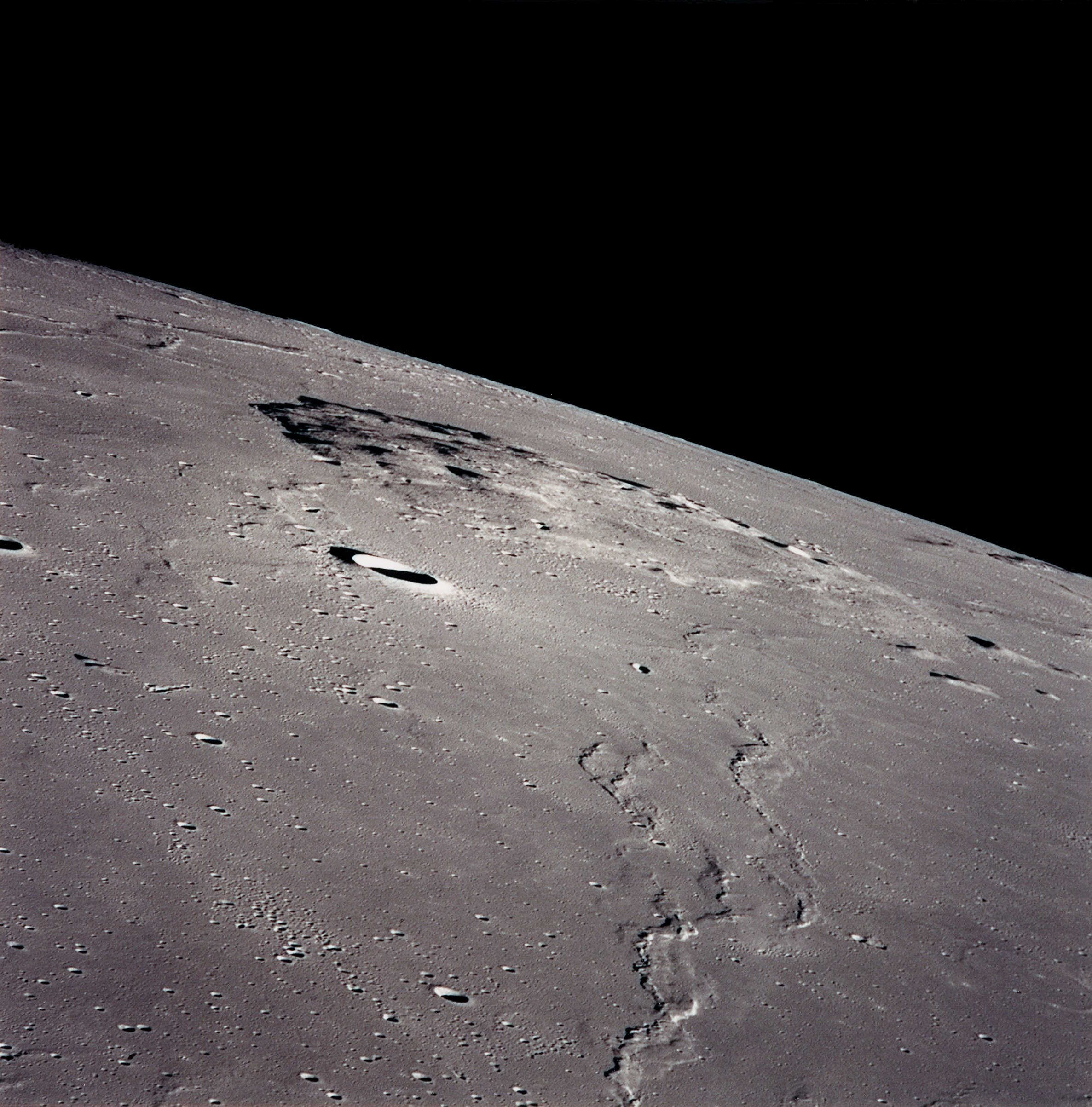
Dómy v oblasti Mons Rümker.

Dómy jsou vyvýšeniny ve tvaru kopulí s výškou několik set metrů, s kruhovou základnou, se stoupáním v mírném svahu. Jejich typický průměr je 8–12 km, ale lze nalézt i o průměru 20 km. Některé z kopulí obsahují na svém vrcholu malou prohlubeň. Svahy těchto kopulí mají sklon 1°–3°. Tyto bývalé vulkanické štíty se nachází v některých lokalitách na měsíčním povrchu, jako např. na Mons Rümker. Předpokládá se, že jsou vytvořeny z relativně viskózní, možná na křemen bohaté, lávy.

### Hřebeny

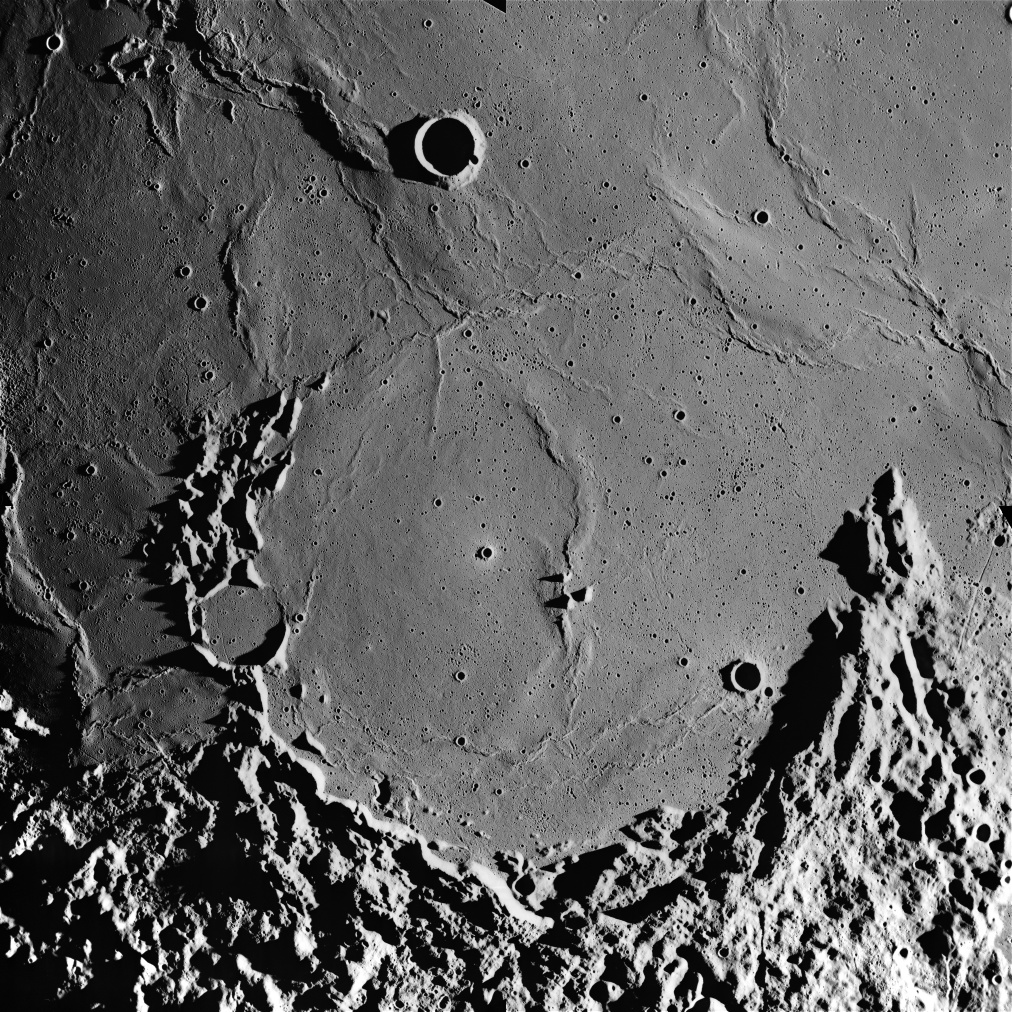
Hřebeny v kráteru Letronne.

Hřebeny představují deformaci povrchu a tvoří dlouhé hřebeny napříč částmi moří. Některé z těchto hřebenů mohou prozrazovat krátery zalité lávou nebo jiné skryté útvary. Příkladem takového útvaru je kráter Letronne v oblasti Oceanus Procellarum.

### Propadliny

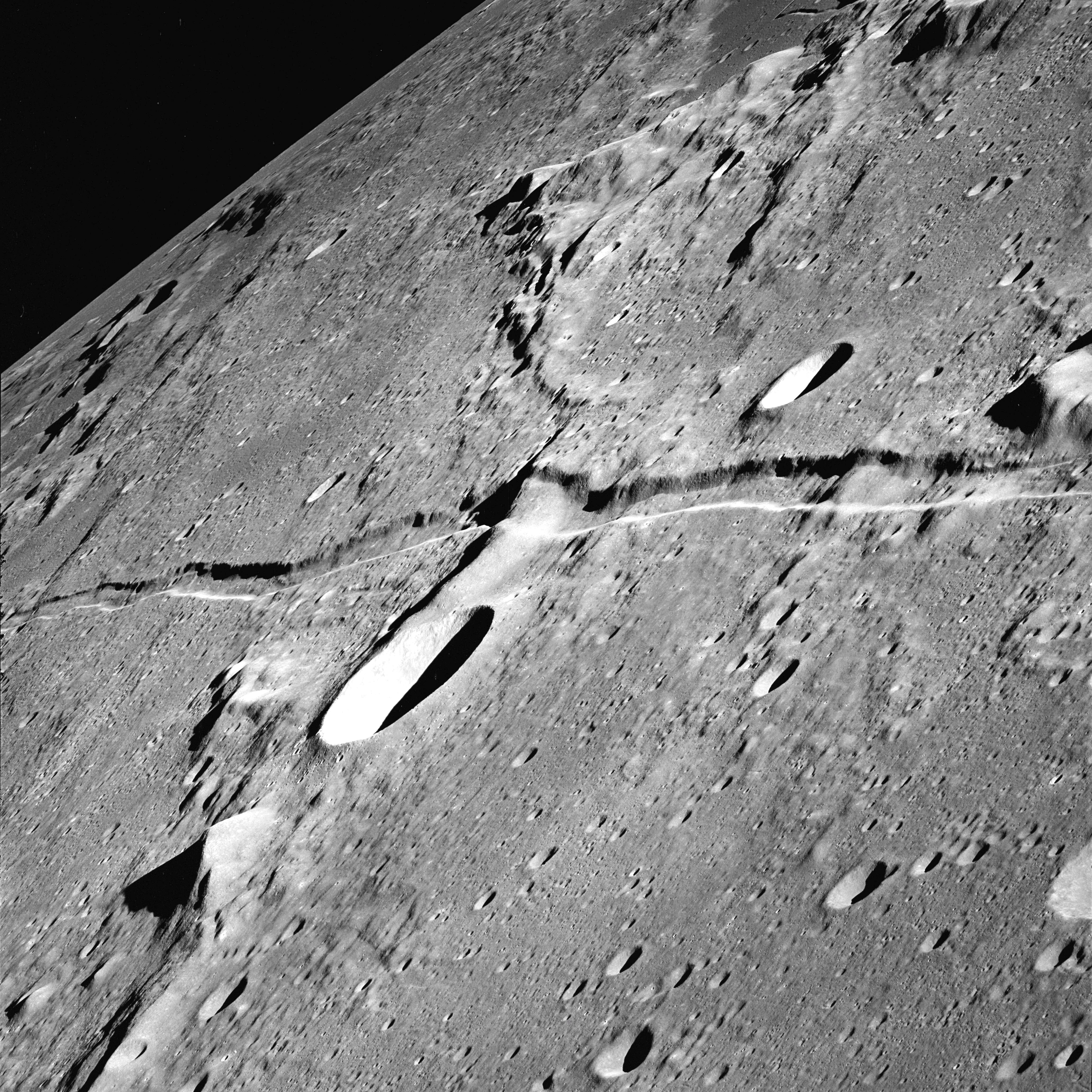
Propadlina Rima Ariadaeus. Snímek získaný během mise Apolla 10.

Propadliny nebo trhliny (lat. rimae, singulár rima) jsou útvary nejčastěji vzniklé propadem materiálu mezi dvěma souběžnými normálními tektonickými zlomy. Největší propadliny se nachází uvnitř měsíčních moří blízko okrajů velkých dopadových pánví. Antonín Rükl ve svém Atlasu Měsíce pojmem rimae označuje i brázdy (spadající do kategorie rilles). Příklady: Rima Hyginus, Rimae Triesnecker.